# 王徳寺
王徳寺（おうとくじ）は、長野県松本市寿北にある真言宗智山派の寺院。本尊は大日如来と不動明王。山号は加擁山。小笠原家の菩提寺。小笠原長持が「開運不動尊」と命名したとされる。

## 歴史
室町時代尊栄和上により開創

## 文化財
松本市指定重要文化財
- 木造不動明王坐像 － 東国六体不動尊の一体で明応8年（1499年）の作。信州中山開運不動尊と呼ばれる。

その他
- 六地蔵 － 石工孫右衛門作。

## 札所
- 筑摩三十三番札所10番

## 交通アクセス
- JR篠ノ井線松本駅よりアルピコ交通バス「寿台循環線」倉田病院前から徒歩約30分、または「並柳団地線」並柳小学校前から徒歩約30分
- JR篠ノ井線南松本駅より自動車で10分